# Braham (Minnesota)
Pour les articles homonymes, voir Braham.
La ville américaine de Braham est située dans les comtés d’Isanti et Kanabec, dans l’État du Minnesota. Lors du recensement de 2010, sa population s’élevait à 1 793 habitants.